# Anthostomellina
Anthostomellina är ett släkte av svampar. Anthostomellina ingår i divisionen sporsäcksvampar och riket svampar.